# سبونج بوب سكوير بانتس (شخصية خيالية)
سبونج بوب سكوير بانتس (بالإنجليزية: SpongeBob SquarePants)؛ وغالبًا ما يُطلق عليه اسم سبونج بوب فقط، هو شخصية خيالية وبطل المسلسل التلفزيوني الأمريكي الذي يحمل نفس الاسم. قام الممثل الأمريكي توم كيني بأداء صوته في النسخة الإنجليزية، بينما أدى دوره في النسخة العربية الممثل المصري خالد العيسوي. ظهر مسلسل سبونج بوب سكوير بانتس للمرة الأولى في 1 مايو 1999.

## وصلات خارجية
- سبونج بوب على موقع ميوزك برينز (الإنجليزية)
- سبونج بوب على موقع ديسكوغز (الإنجليزية)
- سبونج بوب سكوير بانتس في قاعدة بيانات الأفلام على الإنترنت